# もえよん
『漫画アクション増刊もえよん』は、双葉社が発行していた、なごみ系4コマ漫画雑誌である。毎月9日発売。B5判 定価420円。
2004年7月9日創刊、2005年7月9日休刊。主に同人誌などで活躍中の漫画家を中心にしており、“萌え”という読者を選ぶテーマでありながら、「ぽてまよ」などが人気を博したことや、随所に吉崎観音や古賀亮一などが参加しているためもあってか、ある程度の評価を受けた。「4コマ漫画」雑誌とうたっていながら、実はストーリー漫画も掲載されていた。
創刊号 - 第3号までのうち2冊の応募券と定額小為替800円を送ると、もえよん謹製「もえかるた」を購入することが出来た。この江戸いろはカルタは本誌執筆陣を含む47名の漫画家・イラストレーターが1枚ずつ絵を担当したもので、その中には上記の吉崎や古賀なども含まれていた。また、購入した読者のみ声優・鎌田梢による「読み上げボイス」をホームページにてダウンロードすることが出来た。
また、創刊号 - 第5号までの表紙をすまき俊吾が担当していたが、第6号以降は他誌と同じく掲載作品が表紙を飾るようになった。
2005年6月9日発売の7月号をもって創刊1周年を迎えたが、同年7月9日発売の8月号（通算13号）をもって休刊。連載作品の幾つかは、同じ双葉社の別雑誌へ移動の上、連載を継続している。
なお、掲載されていた作品群の幾つかについては「双葉社アクションコミックスもえよんシリーズ」として、2005年9月より同年12月にかけ毎月12日に2冊ずつコミックスが発売された。

## 休刊当時の連載作品
- 妹はアンドロイド（あどべんちゃら）
- カニメガ大接戦!（なかま亜咲）
- かのとん（おこさまランチ）
- ココノカの魔女（桐原いづみ）
- ごむまり（いけだじゅん）
- すくーるwithかんぱにぃ（忠臣蔵之介）
- 男爵校長（ÖYSTER）
- ぢごく学園（ミササギユウヤ）
- ちびもの（東雲水生）
- TWIN CAT SISTERS（ハザママサシ）
- でゅあるてぃーちゃー（ボマーン）
- にちしょ!（舞姫）
- 眠らぬ森の姫さまたち（北条晶）
- ぱわふる4拍子（白河まいな）
- ぴるぴる!（塚本ミエイ）
- ブリードスター（珠月まや）
- ふるーつメイド（寺本薫）
- ぽてまよ（御形屋はるか）
- まどろみさん（才田雅孝）
- 魔法使いくんとOLさん（刻田門大）
- 迷走通信（重戦車工房）
- もえもえボッ君（森山一保）
- 悠久図書館へようこそ（みずきひとし）
- らぶいも（ちんじゃおろおす）
- ヲタカノ。（平沢ケンゴ）
- （目次ページ柱4コマ漫画）（胡桃沢太郎）

- もえよん学園（もえよん学園理事会presents/原案協力：吉崎観音） - 萌木第四学園を舞台にした以下の4本から構成される本誌独自の企画漫画
  - 普通科（むっく）
  - デザイン科（ゆうの）
  - 体育科（濱元隆輔）
  - 秘書科（まだらさい）

## 連載企画
- 進め!もえよん探検部（加曾利りあら）…萌えイベントなどの取材漫画
- 本屋さんに聞け!…同人系ショップ4店舗によるテーマ寄稿
- もえよんマンガ道場…新人発掘企画
- まにほび!…マニアのためのホビーデータ（ゲームやフィギュアなどの情報）
- もえチャンネル（加曾利りあら・挿絵）…読者投稿ページ
- 色紙などプレゼント企画

- COVER GIRL ARCHIVES（すまき俊吾・第2号 - 第5号）…表紙絵解説
- もえよんギャラリー（創刊号 - 第6号）…人気作家複数によるイラストギャラリー

## 短期連載作品
- 青空は天気雨（kyo）
- 妹ちゃんだもン!（八重田なぐも）
- 小梅ちゃんI'm総理（お茶の水ハイジ）
- ここいろ。（猫間琴美）
- すきすきダーリン（青山まりも）
- Tanpopo（いちご）
- 天才!ちまちま団（天童まくら）
- ぱなま（ヨコヤマヤスシ）
- ふぇいく☆ふぇいく（魅野こだま）
- ブリブラ☆コックロちゃん（ぶるマほげろー）
- 流星学園すたー☆すとーん（鬼邪太郎）
- ロケットぺんしる（才田雅孝）

## 毎号のゲスト作品
単発作品の中から人気作品については後に連載化された。
- ここいろ。（猫間琴美・創刊号）
- ようこそまん画科へ（こしじまかずとも・創刊号）
- えーりあんうぉーきん（マイケル原ワタ・第2号）
- らぶいも（ちんじゃおろおす・第2号）
- インヤン（沢樹隆広・第3号）
- 天才!ちまちま団（天童まくら・第3号）
- れっチリ!（おおつかひろひこ・第4号）
- ここは不思議雑貨店（たむら純子・第4号）
- カニメガ大接戦!（なかま亜咲・第5号）
- まんけん（島本晴美・第5号）
- 先生!!タイトルは必要なんでしょうか!?（胡桃沢太郎・第5号・目次漫画拡張版）
- ぶるぶるマイハウス（成原とんみ・第6号）
- 花鋼（飴屋春妙・第8号）
- まいこ☆こねこね（じゃじゃまろ&猫乃七海・第9号）
- PRINCESSしずか（RustySoul&或十せねか・第10号）
- ぼんばーがぁる（むきゅう☆・第11号）
- モコココジェット（藤坂リリック・第11号）
- 脱獄動物園（藤坂リリック・第12号）
- ファーストキスをよこしなさい!（飴屋春妙・第12号）
- 華湖村月報（内々欅・第12号）
- みこ☆パラ（おおつかひろひこ・最終号）
- 魔王のちチルチル（ちょぼらうにょぽみ・最終号）
- ララミーの冒険（加曾利りあら・最終号）

## 他誌で連載継続の作品
出版社はいずれも双葉社。

### コミックハイ!
- ちびもの（東雲水生）→同誌にて連載終了
- ぴるぴる!（塚本ミエイ）→同社携帯電話向け有料電子書籍「ケータイまんがタウン ブルー」へ再移籍
- ぽてまよ（御形屋はるか）

### まんがタウン
- いけだじゅん（ごむまり著者）が移籍、『美空のゆめプラン』を新連載。
- ÖYSTER（男爵校長著者）が『光の大社員』を新連載。

### まんがタウンオリジナル
（この雑誌は現在休刊中）
- 男爵校長（ÖYSTER）→掲載誌休刊に伴い、コミックハイ!に再移籍
- ふるーつメイド（寺本薫）→掲載誌休刊で連載休止、同社携帯電話向け有料電子書籍「ケータイまんがタウン レッド」へ再移籍（単独ダウンロードも可能）
- 魔法使いくんとOLさん（刻田門大）→同誌にて連載終了

他にボマーン（でゅあるてぃーちゃー著者）が移籍、『ほほかベーカリー』を新連載。→掲載誌休刊に伴い、まんがタウンに移籍

### Men's YOUNG
以下作品は、2006年2月号（2006年1月28日発売）より連載開始
- カニメガ大接戦!（なかま亜咲）→休載ののち「まんがタイムきらら」（芳文社）へ移籍

### COMIC SEED（月間無料WEBコミック）
- ココノカの魔女（桐原いづみ）